# Hippeutister solisi
Hippeutister solisi är en skalbaggsart som beskrevs av Michael S. Caterino och Alexey K. Tishechkin 2008. Hippeutister solisi ingår i släktet Hippeutister och familjen stumpbaggar. Inga underarter finns listade i Catalogue of Life.